# Hope Dworaczyk
Hope Dworaczyk Smith, född 21 november 1984 i Port Lavaca i Texas, är en amerikansk Playboy-modell och TV-programledare. Hon utsågs till Playboys Playmate of the Month för april 2009 och Playmate of the Year 2010.